# Karel Kalista
Karel Kalista (24. ledna 1890 Praha – 13. září 1954 Praha) byl český herec a divadelní režisér.

## Život
Narodil se v domě č. 420 na Pražském Smíchově, obuvníkovi Janu Kalistovi a matce Marii rozené Bendové. Matka zemřela v jeho 14 letech a zůstal tak s otcem a dvěma sestrami sám.
Nejprve byl režisérem v Divadle Pavla Švandy na Smíchově odkud poté ve 40. letech 20. století přešel do Jihočeského divadla v Českých Budějovicích. V roce 1947 se vrátil zpět do divadla na Smíchově.
Byl také rozhlasovým hercem – účinkoval ve hrách Oldřicha Nového na stanici Praha Československého rozhlasu.
Karel Kalista měl tři sourozence:
- Emilie Kalistová (* 1889)
- Josefa Kalistová (* 1891)
- Jaroslav Srp (* 1893)

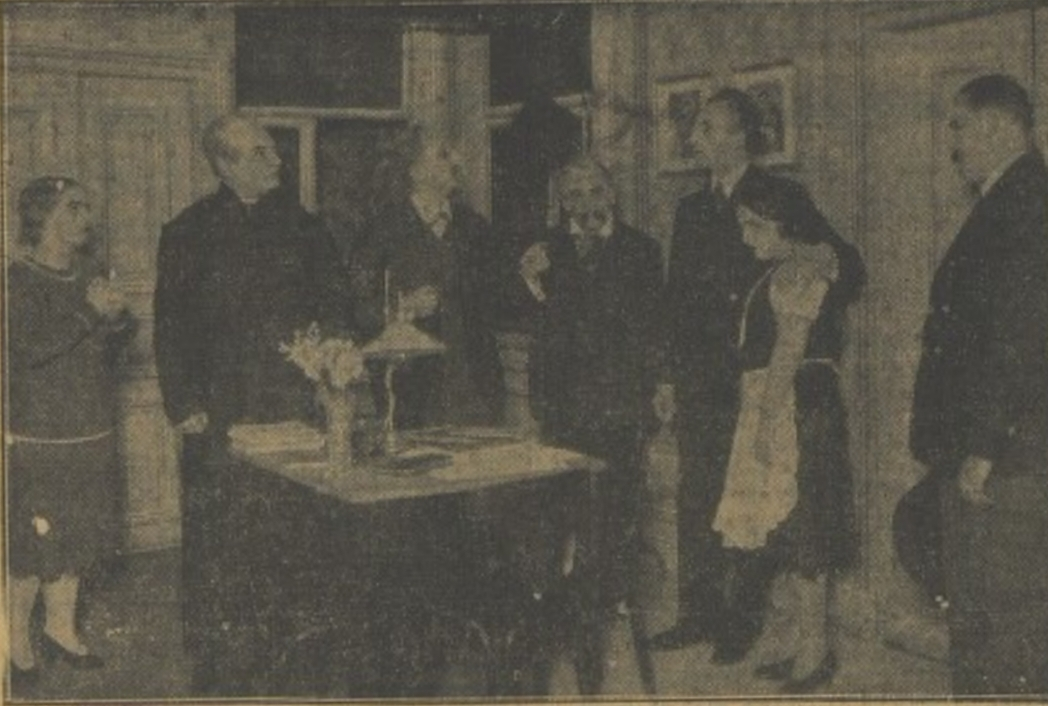
Karel Kalista (první zprava) při představení „Pan Učitel“ v Divadle Akropolis na Žižkově

Hrob rodiny Kalistových je umístěn na hřbitově Malvazinky.

## Filmografie
- 1947 Housle a sen (generál Kučera)
- 1947 Nikola Šuhaj (gazda)
- 1947 Parohy (vrátný)
- 1927 Pražské děti (šikovatel)
- 1924 Záhadný případ